# Tibetia coelestis
Tibetia coelestis är en ärtväxtart som först beskrevs av Friedrich Ludwig Diels, och fick sitt nu gällande namn av Hung Pin Tsui. Tibetia coelestis ingår i släktet Tibetia och familjen ärtväxter. Inga underarter finns listade i Catalogue of Life.